# Masdevallia melina
Masdevallia melina är en orkidéart som beskrevs av Willibald Königer och J.Meza. Masdevallia melina ingår i släktet Masdevallia och familjen orkidéer. Inga underarter finns listade i Catalogue of Life.